# Doświadczenie Mariotte`a
Doświadczenie Mariotte'a – eksperyment pozwalający ustalić obecność plamki ślepej w oku. 
Polega na zasłonięciu jednego oka i patrzeniu na krzyżyk obecny na kartoniku Mariotte'a, a następnie na przybliżaniu lub oddalaniu go od oka. W odległości około 20 cm od oka, okrąg na kartoniku powinien zniknąć, dając dowód na obecność plamki ślepej.

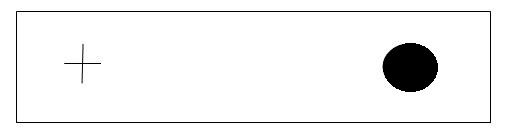
Kartonik Mariotte'a